# Humboldt-áramlat
A Humboldt-áramlat vagy Perui-áramlat az Antarktisz felőli hideg és oxigénben gazdag vizű tengeráramlat.

## Története
A tengeráramlat nevét a porosz természettudósról, Alexander von Humboldtról kapta.

## Keletkezése
A Csendes-óceán szubantarktikus régiójából kelet felé tartó hideg víz áramlásának megtörésekor keletkezik, amikor az Dél-Amerika partjainál észak felé fordul, majd nagyjából az Egyenlítő magasságában nyugati irányt vesz és csatlakozik az egyenlítői áramlathoz. A Humboldt-áramlat az óceáni áramlatok közül az egyik leggyorsabb.

## Hatása
Dél-Amerikában Perunál és észak-Chilénél fejti ki a hatását a szárazföldre. Az Atacama-sivatagnál a Humboldt-áramlat miatt a partok közelségében az alacsony hőmérséklet okozza a csapadékhiányt. Az áramlás halban gazdag, amivel jó fogást biztosít a halászoknak és bőséges szardíniazsákmányt a tengeri madaraknak.